# Muna Luqman
Muna Luqman (arabisch منى لقمان; * vor 2000) ist eine jemenitische Friedensaktivistin. Sie ist Gründerin von Food4Humanity und Mitbegründerin des Women in Solidarity Network.

## Biographie
Luqman arbeitete als Sozialarbeiterin im Bereich Gesundheitsversorgung, Wassermanagement und Minenräumung für die Adventist Development and Relief Agency (ADRA). Sie war auch für Save the Children und die Hayel Saeed Anam Group tätig. 2015 gründete sie Food4Humanity, eine jemenitische Stiftung, in der sich Frauen als Freiwillige vor allem bei der Versorgung mit Nahrung und anderen lebenswichtigen Gütern in al-Hudaida, Sanaa und Taʿizz engagieren.
Zusätzlich gründete sie gemeinsam mit anderen das Women in Solidarity Network, in dem sich Frauen für Frieden und Sicherheit einsetzen.
Sie ist Mitglied der Women’s Alliance for Security Leadership (WASL). und des Human Rights Defenders Network, das vom früheren US-Präsidenten Jimmy Carter gegründet worden war. Sie trat als Rednerin bei internationalen Konferenzen, beim UN-Menschenrechtsrat in Genf, beim UN-Umweltprogramm in New York, bei der Women’s International League for Peace and Freedom (WILPF), bei UN Women, bei der Peace Track Initiative (PTI) auf und nahm an hochrangigen Meetings mit der britischen Regierung und der Europäischen Union in Brüssel teil. 2019 war sie als Rednerin bei einem Symposium des US-Kongresses mit dem Titel „Women Bring Peace: The War in Yemen and Women’s Leadership in Peacebuilding“ eingeladen.

## Positionen
Luqman begann ihre berufliche Laufbahn im Bereich der humanitären Hilfe, wo die Grundbedürfnisse – Nahrung, Wasser und Unterkunft – im Vordergrund stehen. Sie stellte jedoch fest, dass die humanitäre Hilfe junge Männer nicht daran hinderte, zu den Waffen zu greifen und in den Krieg zu ziehen. Aus ihrer Sicht brauchen die Menschen in einer Krise mehr als nur Nahrung und Wasser, nämlich auch Menschlichkeit, Würde und das Gefühl von Stabilität und Sicherheit. Die Sicherheit im Jemen beschreibt sie als ein militarisiertes, enges Feld, in dem Frauen, Jugendliche und Gemeinschaften von den Diskussionen über Sicherheitsvorkehrungen, die ihr tägliches Leben betreffen, ausgeschlossen sind.
Die Hoffnung auf einen nachhaltigen Frieden brauche auch die Sorge um einem angemessenen Lebensunterhalt. Sonst zögen die Menschen in den „Kampf um Geld“ oder sie wanderten aus  und fingen an, mit den Aufnahmegemeinschaften zu kämpfen, die selbst nicht genug Ressourcen hätten, um sie zu teilen. Deshalb sei die Entwicklung eines Konzepts, das humanitäre Hilfe, Gemeinschaft und lokale Sicherheit miteinander verbindet, ein Schlüsselfaktor für die Schaffung von Frieden.
Kriegsparteien und internationale Akteure hätten einen Top-Down-Ansatz, während sie mit ihren Organisationen einen Bottom-Up-Ansatz verfolge. Die lokalen Gemeinschaften hätten ihre Arbeit sehr unterstützt. Mehr als 150 Jugendliche hätten davon überzeugt werden können, als Freiwillige an Friedensinitiativen teilzunehmen anstatt zu kämpfen, und hätten dann eigenen Folgeinitiativen gegründet, die sich für das Wohlergehen ihrer lokalen Gemeinschaften einsetzten.

## Auszeichnungen
- 2019 International Young Women’s Peace and Human Rights Award von Democracy Today.[7]
- 2022 Nominierung für den Women Building Peace Award[8]
- 2023 Hillary Rodham Clinton Award[9]